# Women in the Wind
Pour le club de motardes, voir Women in the Wind (club de motardes).
Pour plus de détails, voir Fiche technique et Distribution.
Women in the Wind est un film américain en noir et blanc réalisé par John Farrow, sorti en 1939.

## Synopsis
Lors d'une course aérienne entre femmes pilotes, apparaissent des conflits personnels. L'aviatrice Janet Steele veut absolument remporter le prix offert pour le vainqueur de la course entre Los Angeles et Cleveland, afin de pouvoir payer une opération pour son frère, ancien pilote blessé dans un accident d'avion.

## Fiche technique
- Réalisation : John Farrow
- Scénario : Lee Katz, Albert DeMond, d'après le roman Women in the Wind de Francis Walton, décrivant la course aérienne de 1929 Women's Air Derby
- Société de production : Warner Bros.
- Producteur : Bryan Foy, Hal B. Wallis
- Société de production et de distribution : Warner Bros.
- Directeur de la photographie : Sidney Hickox
- Costumes : Orry-Kelly
- Musique : M.K. Jerome, Leo F. Forbstein
- Montage : Thomas Pratt
- Pays d'origine : États-Unis
- Langue : anglais
- Format : noir et blanc - projection : 1.37:1 - son : Mono
- Genre : action, drame
- Durée : 65 min
- Dates de sortie :
  - États-Unis : 15 avril 1939
  - France : 11 août 1939[2]

## Distribution
- Kay Francis : Janet Steele
- William Gargan : Ace Boreman
- Victor Jory : Doc
- Maxie Rosenbloom : Stuffy McInnes
- Eddie Foy Jr. : Denny Corson
- Sheila Bromley : Frieda Boreman
- Eve Arden : Kit Campbell
- Charles Anthony Hughes : Bill Steele
- Frankie Burke : Johnnie
- John Dilson : Sloan
- Spencer Charters : Farmer
- Vera Lewis : Farmer's Wife
- William Gould : Palmer
- Ila Rhodes : Joan
- Rosella Towne : Phyllis